# Ball der Stadt Wien

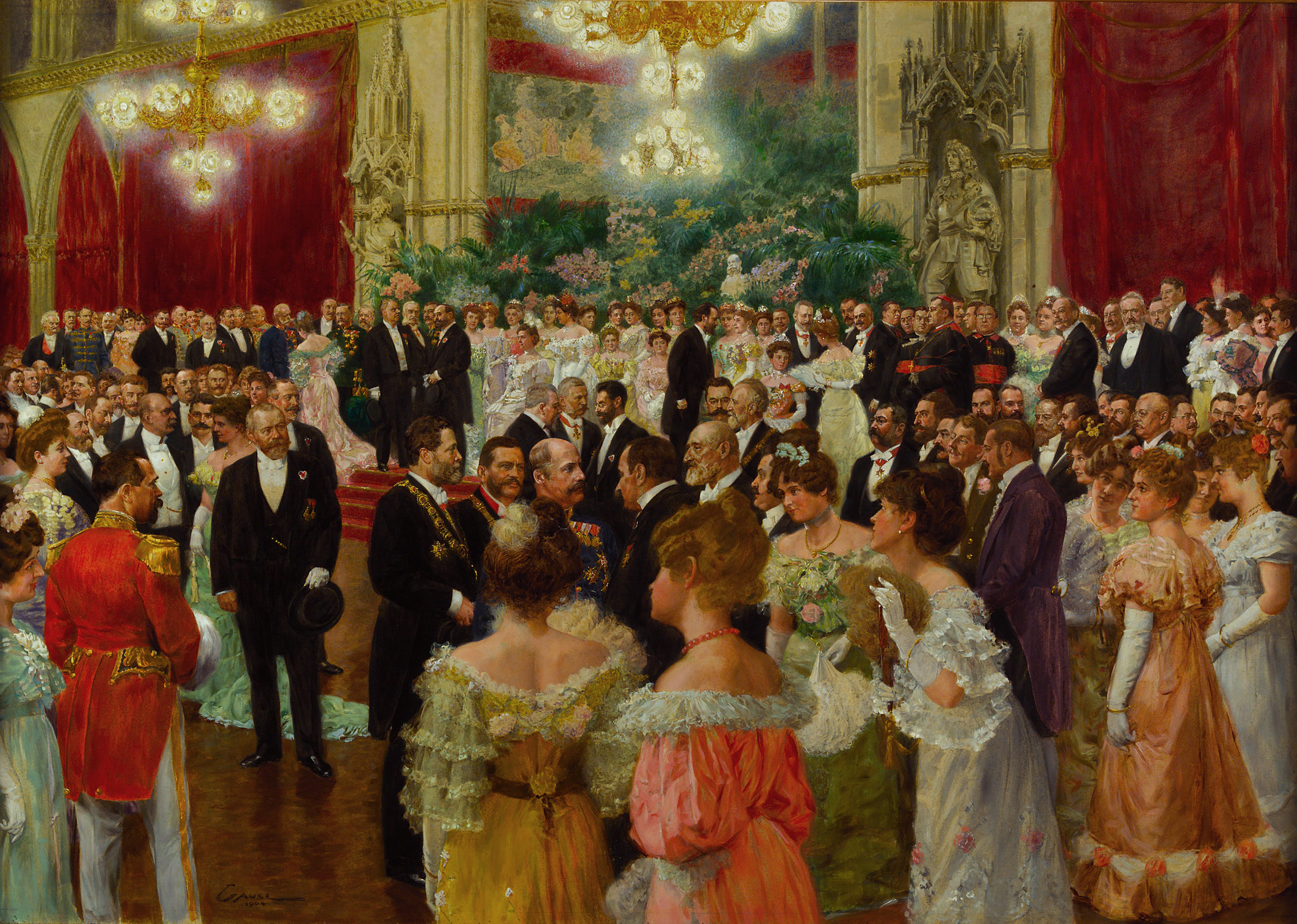
Ball der Stadt Wien im Festsaal des Rathauses mit Bürgermeister Karl Lueger und Erzherzog Leopold Salvator (1904)

Der Ball der Stadt Wien war während der Monarchie der drittbedeutendste Ball in Wien, nach dem Hofball und dem Ball bei Hofe. 
Der Ball der Stadt Wien fand erstmals am 1. Februar 1890 im Wiener Rathaus statt und war als Pendant zum Hofball gedacht. Für diese Veranstaltung komponierte Johann Strauß seine Rathaus-Ball-Tänze (op. 438) und Carl Michael Ziehrer den Walzer Wiener Bürger (op. 419). 
Neben den Hofbällen war der Ball der Stadt Wien sehr hoch angesehen. Beliebt waren die Damenspenden, diese nahmen oft Bezug zu historischen Ereignissen wie die Eröffnung der II. Wiener Hochquellenwasserleitung, der Schlacht bei Aspern, das Schillerfest oder kaiserliche Jubiläen. Nach Ende der Monarchie 1918 verblasste der Ball langsam, wurde jedoch im Ständestaat am 6. Februar 1936 wieder ins Leben gerufen. 
Im Wiener Rathaus findet als wichtigster Ball heute der Concordia Ball statt, es werden aber auch andere Bälle dort gehalten wie der am 14. Jänner 1991 Figaroball oder der Life Ball.